# Fritz Bayerlein

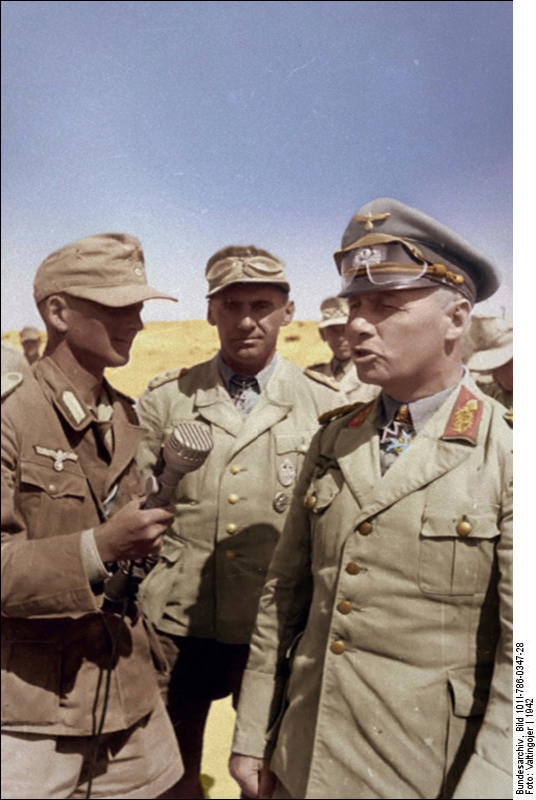
Bayerlein (pośrodku) z Rommlem w czasie walk w Afryce Północnej

Fritz Bayerlein (ur. 14 stycznia 1899 w Würzburgu, zm. 30 stycznia 1970 tamże) – niemiecki oficer Wehrmachtu w randze generalleutnanta. Służył w czasie I i II wojny światowej. Za swoją służbę został odznaczony Krzyżem Rycerskim Krzyża Żelaznego z Liśćmi Dębu i Mieczami.

## I wojna światowa i okres międzywojenny
Wstąpił do armii niemieckiej jako szeregowy w 1917 roku. Walczył na froncie zachodnim w 9 Bawarskim Pułku Piechoty. Walcząc w szeregach 4 Pułku Piechoty został ranny i otrzymał Krzyż Żelazny 1. klasy. Po wojnie był przez pewien czas w ochotniczym batalionie piechoty, ale w maju 1919 roku został przeniesiony do 45 Pułku. W 1921 roku ukończył kurs oficerski. Był jednym z tych oficerów, którzy uniknęli usunięcia z armii w czasach Republiki Weimarskiej i dosłużył się stopnia majora.

## II wojna światowa
Podczas kampanii wrześniowej służył jako szef sztabu generała Heinza Guderiana. Pozostał na tym stanowisku w czasie ofensywy na zachodzie i ataku na Francję.
Następny przydział Bayerlein otrzymał w Afryce Północnej. 30 sierpnia 1942 roku przejął dowództwo od generała Walthera Nehringa w czasie bitwy pod Alam Halfa. Później służył pod feldmarszałkiem Erwinem Rommlem oraz generałem Wilhelmem von Thomą. Samodzielne dowództwo otrzymał znowu 4 listopada 1942 roku, gdy Brytyjczycy wzięli do niewoli generała von Thomę pod El Alamein. Kiedy Rommel opuścił Tunezję w marcu 1943 roku, po nieudanym ataku pod Medenine (operacja Capri), Bayerlein został niemieckim oficerem łącznikowym w sztabie włoskiego generała Giovanni Messe. W praktyce Bayerlein nie zawsze zgadzał się ze swoim nowym przełożonym i często działał na własną rękę. W trakcie walk w Afryce Bayerlein dorobił się reumatyzmu. Z tego powodu został odesłany na urlop zdrowotny do Włoch, jeszcze przed kapitulacją niemieckich jednostek w Afryce 12 maja 1943 roku.
W październiku 1943 roku Bayerlein został przeniesiony na front wschodni jako dowódca 3 Dywizji Pancernej. Wbrew rozkazowi Adolfa Hitlera przełamał radzieckie okrążenie pod Kirowohradem. 10 stycznia 1944 roku zostaje mianowany dowódcą nowo utworzonej Dywizji Panzer Lehr. Razem z nią został w marcu 1944 roku przeniesiony na szkolenie na Węgry.
Po wylądowaniu aliantów w Normandii dywizja Panzer Lehr została skierowana do walki w rejonie Caen i poniosła duże straty w czasie dywanowego nalotu w okolicach Saint-Lô (w czasie operacji Cobra).
W czasie ofensywy w Ardenach Bayerlein służył pod generałem Hasso von Manteuffelem.
Później Bayerlein cały czas dowodził 53 Korpusem. 15 kwietnia 1945 generał Fritz Bayerlein razem ze swoimi jednostkami poddał się oddziałom amerykańskiej 7 Dywizji Zmotoryzowanej w Zagłębiu Ruhry. Nie omieszkał nadmienić oficerom amerykańskim biorącym go do niewoli, że praktycznie w dużej części jest Żydem.
Został zwolniony z niewoli 2 kwietnia 1947 roku. Po wojnie napisał wiele prac o tematyce historycznej i militarnej – był zaangażowany w pierwsze poważne studia nad historią II wojny światowej.
Zmarł w rodzinnym Würzburgu 30 stycznia 1970 roku.

## Odznaczenia
- Krzyż Honorowy dla Walczących na Froncie (29 grudnia 1934)[1]
- Odznaka za Rany – czarna
- Odznaka za Rany – srebrna[1]
- Odznaka za Służbę Wojskową II Klasy[1]
- Odznaka Brygady Pancernej – srebrna
- Odznaczenie Kombatanta Kampanii w Afryce
- Krzyż Niemiecki – złoty (23 października 1942)
- Krzyż Żelazny
  - II klasa
  - I klasa
- Krzyż Rycerski Krzyka Żelazny z Liśćmi Dębu i Mieczami
  - 39 Krzyż Rycerski (26 grudnia 1941)
  - 258 Liście Dębu (6 lipca 1943)
  - 81 Mieczami (20 lipca 1944)